# سياف البيشي
سياف ظافر البيشي (ولد عام 1980 في الرياض)، لاعب كرة قدم سعودي. لعب مع نادي الاتفاق ونادي الشباب السعودي ونادي الفتح ونادي الرائد سابقاً، ويعمل حالياً إداري في نادي الاتفاق.
وقع سياف لنادي الشباب. السعودي في 2012 مايو، ووقع مع نادي الرائد في عام 2016 و لعب معهم لمدة بسيطة، انتقل إلى نادي الفتح و لعب معه موسم واحد وبعدها إعتزل كرة القدم .

## وصلات خارجية
- سياف البيشي على موقع Soccerway.com (الإنجليزية)
- سياف البيشي على موقع كووورة